# 不能犯
當被告被指控所犯之罪未遂，且其所採取之手段不論在事實上、或法律上皆不可能造成危險，則此行為謂之不能犯（英語：impossibility defense；不能未遂）。在一些大陸法系國家，例如德國，不能犯乃可罰之情形。在普通法中，不能犯是偶爾會採用的刑事辯護法。
事實不能犯（英語：factual impossibility）在英美法系下很少有足夠的辯護。 在美國，有三十七個州排除了"事實不能犯"能為其未遂犯行進行辯護。事實不能犯與構成要件錯誤這兩種犯行是有所區別的，構成要件錯誤可能是對某種特定意圖犯罪（比如盜竊罪）所作之辯護。

## 事實不能犯
不能犯在犯行未遂之時，事實上預期的犯行不可能造成危險之罪行，儘管被告在犯罪未遂時卻不知道這未遂犯行與已遂犯行之不同。

## 相關影視
- 不能犯 (電影)

## 外部連接
- 不適切な手段による殺人の企行と不能犯に関する判例の推移PDF - 森住信人 （日語）